# 4436 Ortizmoreno
A 4436 Ortizmoreno (ideiglenes jelöléssel (4436) 1983 EX) egy kisbolygó a Naprendszerben. Barr E. fedezte fel 1983. március 9-én.